# Audio (álbum)
Audio é o álbum debut da banda de rock experimental estadunidense Blue Man Group. Lançado pela gravadora Virgin Records em 1999. Graças ao álbum, o grupo foi apenas nomeado para o Grammy Award for Best Pop Instrumental Performance.
| Críticas profissionais                                                      | Críticas profissionais |
| Avaliações da crítica                                                       | Avaliações da crítica  |
| Fonte                                                                       | Avaliação              |
| --------------------------------------------------------------------------- | ---------------------- |
| Allmusic                                                                    | [ 2 ]                  |
| Esta tabela precisa de ser acompanhada por texto em prosa. Consulte o guia. |                        |

## Faixas
1. "TV Song" – 2:08[1]
2. "Opening Mandelbrot" – 3:13
3. "Synaesthetic" – 5:31
4. "Utne Wire Man" – 3:18
5. "Rods and Cones" – 5:57
6. "Tension 2" – 2:05
7. "Mandelgroove" – 5:49
8. "PVC IV" – 4:23
9. "Club Nowhere" – 4:50
10. "Drumbone" – 2:44
11. "Shadows" – 2:06
12. "Cat Video" – 2:20
13. "Klein Mandelbrot" – 8:03
14. "Endless Column" – 5:02

## Formação
Produzido por Todd Perlmutter, editado por Andrew Schneider, masterizado por Bob Ludwig, mixado por Mike Fraser.
Phil Stanton é performista com os instrumentos musicais Air Poles, Extension Cord Bull Roarer e Ribbon Crasher; percussionista com Drumbone, Tubulum, Mid-octave Pvc, Backpack Tubulum e Dumpster; faz sons de bateria com o Utne, Drum Wall e Phil Drum; e toca também Cimbalom e o Timpani.
Matt Goldman é performista com os Air Poles e o Ribbon Crasher; percussionista com o Low Octave Pvc, Drumbone, Backpack Pvc e o Dumpster; toca o Cimbalom; faz sons de baixo com o Upside Down; sons de gongo com o Shaker; e sons de bateria com o Utne.
Chris Wink é performista com os Air Poles, percussionista com o Doppler Toms, Tubulum, Drumbone, High-octave Pvc, Dumpster, Backpack Tubulum e o Piano Smasher; toca o Cimbalom; sacudidor com Utne; faz sons de bateria com o Drum Wall'; e toca cuíca.
Outros músicos participam da gravação do álbum:
- Jamie Edwards - Performista com os Air Poles nas faixas 1, 4 e 14
- Larry Heinemann - Toca o Chapman Stick, faz sons de baixo, faz sons de violão com o Baritone e toca cuíca
- Ian Pai - Sons de bateria com o Drum Wall e o Phil Drum, e faz percussão com o Aronophonic e o Quellum Grill
- Chris Bowen - Faz sons de bateria com o Drum Wall na faixa 7
- Clem Waldman - Faz sons de bateria com o Drum Wall na faixa 5
- Cräg Rodriguez - Faz sons de bateria com o Drum Wall na faixa 7, é percussionista com o Dumpster na faixa 12
- Jeff Quay - Faz sons de bateria com o Right Side Double Drum Kit nas faixas 2, 4, 7, 8, 12, 13 e 14. Toca também o Drum Wall nas faixas 5 e 13
- Byron Estep - Faz sons de violão nas faixas 5, 7 e 9
- John Kimbrough - Faz son de guitarra na faixa 7
- Todd Perlmutter - É percussionista, faz sons de bateria com o Drum Kit, Left Side Double Drum Kit, Drum Wall, Toy Drum e o Phil Drum
- Bradford Reed - Toca cítara nas faixas 2, 4, 8, 13 e 14
- David Corter - Toca cítara nas faixas 8, 9, 12, 13
- Elvis Lederer - Toca cítara nas faixa 1. Faz sons de cítara com o Pressaphonic nas faixa 5
- Jens Fischer - Toca cítara nas faixas 2, 4, 6, 11, 13 e 14
- Christian Dyas - Toca cítara e baixo, faz sons de guitarra com o 12 String e sons electrónicos com o  Electric Dog Toy

.
1. 1 2 3 4 5 6  Heather Phares. «Review» (em inglês). Consultado em 16 de Setembro de 2009
2. ↑  «Avaliação no Allmusic». www.allmusic.com
3. ↑  «Audio (Blue Man Group)» (em inglês). Consultado em 16 de Setembro de 2009